# Louis Lully

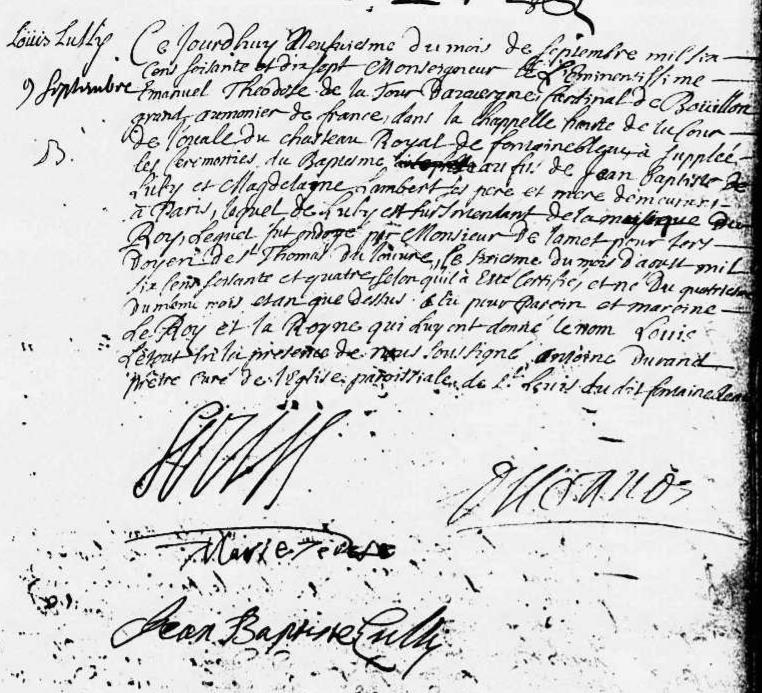
Keresztelési okmánya (XIV. Lajos francia király, Ausztriai Mária Terézia francia királyné és Jean-Baptiste Lully írta alá)

Louis Lully (Párizs, 1664. augusztus 4. – Párizs, 1734. április 1.) francia zeneszerző.

## Élete
Jean-Baptiste Lully és felesége, Madeleine Lambert második gyermeke (Catherine-Madeleine után) és legidősebb fiaként, Párizsban született. 1694. december 27-én St. Martial de Paris-ban feleségül vette Marthe Bourgeois-t, „anyja, Madeleine Lambert hallgatólagos és szóbeli beleegyezésével, akihez lánykérést intézett”. Ebből a házasságból öt gyermek született a párizsi Saint-Paul plébánia körzetében 1695 és 1705 között, köztük egy fia, Louis-André Lully, aki feleségül vette a 17 éves Suzanne-Catherine Cartaud-t, Jean-Silvain Cartaud építész lányát, St. Germain l'Auxerrois-ban. Fia alig több mint egy évvel élte túl Louis-t, 1735. július 21-én Párizsban halt meg.
Apja csaknem kihagyta az örökségből szertelen viselkedéséért kapott bebörtönzéséért, és Louis nem azt a ragyogó karriert futotta be, nemcsak viselkedése, hanem tehetségtelensége miatt sem, amelyet apja elvárt tőle. Operazeneszerzői sikerei leginkább a másokkal közösen írt műveknek köszönhetőek. Együttműködött például öccsével, Jean-Louis-val és Pierre Vignonnal a Zéphire et Flore (balett, 1688), valamint Marin Marais-val az Alcide (tragédie lyrique, 1693) című darabjában. Egyetlen önálló művét, az Orphée-t (tragédie lyrique, 1690) előadásakor rosszul fogadták, pedig a történészek fontosnak tartják, hogy benne már hangsúlyt kapott a kísérőszöveg.(La Gorce 2001)

## Fordítás
- Ez a szócikk részben vagy egészben  a   Louis Lully című angol Wikipédia-szócikk ezen változatának fordításán alapul.  Az eredeti cikk szerkesztőit annak laptörténete sorolja fel. Ez a jelzés csupán a megfogalmazás eredetét és a szerzői jogokat jelzi, nem szolgál a cikkben szereplő információk forrásmegjelöléseként.

## További irodalom
- Cowart, Georgia. 2001. "Carnival in Venice or Protest in Paris? Louis XIV and the Politics of Subversion at the Paris Opéra". Journal of the American Musicological Society 54, no. 2 (Summer): 265–302.